# 2022년 뉴욕 영화제
제60회 뉴욕 영화제는 2022년 9월 30일에 열린 시상식이다. 2022년 9월 30일부터 10월 16일까지 열렸다. 노아 바움백 감독의 <화이트 노이즈 (2022년 영화)>가 이번 영화제 개막작(제79회 베네치아 국제 영화제에서 이 영화가 받은 것과 동일한 지위)에 선정됐고, 로라 포이트러스의 다큐멘터리 낸 골딘, 모든 아름다움과 유혈사태는 NYFF의 중심 작품으로 선정되었다(이 영화는 또한 베니스 월드 프리미어, 제49회 텔루라이드 영화제에서 북미 프리미어, 제47회 토론토 국제 영화제에서 캐나다 프리미어로 개봉될 예정이다. 2022년 시즌 유일하게 4대 가을영화제를 모두 석권한 영화다. 제47회 토론토 국제 영화제 초연 영화 '인스펙션'(The Inspection)이 뉴욕 영화제 폐막작으로 선정됐고, 제임스 그레이 감독의 제75회 칸 영화제 초연 영화 '아마겟돈 타임'이 영화제 60주년 기념 영화로 선정됐다.

## 수상 (비경쟁)

### 장편 상영작
- 화이트 노이즈 - 노아 바움백
- 올 더 뷰티 앤 더 블러드쉐드 - 로라 포이트러스
- 디 인스펙션 - 엘레강스 브래턴
- 아마겟돈 타임 - 제임스 그레이
- 애프터썬 - 샬롯 웰스
- 알카라스의 여름 - 카를라 시몬
- 숨쉬는 모든 것 - 샤우낙 센
- 코르사주 - 마리 크로이처
- 부부 - 프레더릭 와이즈먼
- 인체해부도 - 루시엔 캐스팅-테일러 외 1명
- 헤어질 결심 - 박찬욱
- 디센던트 - 마가렛 브라운
- 에니스 맨 - 마크 젠킨
- 에오 - 예르지 스콜리모프스키
- 디 이터널 도터 - 조안나 호그
- 마스터 가드너 - 폴 슈레이더
- 노 베어스 - 자파르 파나히
- 소설가의 영화 - 홍상수
- 어느 멋진 아침 - 미아 한센-러브
- 퍼시픽션 - 알베르트 세라
- R.M.N. - 크리스티안 문주
- 리턴 투 서울 - 데이비 추
- 생토메르 - 앨리스 디옵
- 스칼렛 - 피에트로 마르첼로
- 쇼잉 업 - 켈리 라이카트
- 스타스 앳 눈 - 클레어 드니
- 스톤월링 - 지 황 외 1명
- TAR 타르 - 토드 필드
- 트렌크 라우퀸 - 로라 시타렐라
- 슬픔의 삼각형 - 루벤 외스틀룬드
- 시계공장의 아나키스트 - 시릴 쇼이블린
- 탑 - 홍상수

### 스포트라이트
- 본즈 앤 올 - 루카 구아다니노
- 어 쿨러 클라이메이트 - 제임스 아이보리 외 1명
- 익스테리어 나이트 - 마르코 벨로치오
- 이즈 댓 블랙 이너프 포 유?!? - 엘비스 미첼
- 리제트 엑소더스 - 라스 폰 트리에
- 퍼스널리티 크라이시스: 원 나이트 온리 - 마틴 스코세이지 외 1명
- 쉬 새드 - 마리아 슈라더
- 솔라리스 - 안드레이 타르코프스키
- '에스알.' - 크리스 스미스
- 슈퍼 에이트 시절 - 아니 에르노 외 1명
- 틸 - 치노늬 추크우
- 우먼 테이킹 - 사라 폴리

### 리바이벌스
- 베이루트 디 인카운터 - 보르하네 알라위에
- 검은 신, 하얀 악마 - 글라우버 로샤
- 캐년 패시지 - 자크 투르뇌르
- 독립시대 - 에드워드 양
- 더 드라프츠멘 클래쉬 - 발루푸 바쿠파-카닌다
- 절망의 날 - 마뇰 드 올리베이라
- 드리롱소 - 콜린 스미스
- 에잇 데들리 샷 - 미코 니스카넨
- 오트르 포이스 자이 엠므 운 팜므 - 에드워드 오웬스
- Private Imaginings and Narrative Facts - 에드워드 오웬스
- 투모로우스 프라미스 - 에드워드 오웬스
- 리멤브런스: 어 포트레이트 스터디 - 에드워드 오웬스
- 기나긴 이별 - 키라 무라토바
- 엄마와 창녀 - 장 외스타슈
- 죽음은 두렵지 않다 - 클레어 드니
- 피 - 페드로 코스타
- 더 패션 오브 리멤브랜스 - 아이작 줄리앙 외 1명

### 커런트 장편
- 윌-오-더-위습 - 주앙 페드로 로드리게스
- 시골 경찰 지지의 한여름 모험 - 알레산드로 코모딘
- 코마 - 베르트랑 보넬로
- 댐 - 알리 슈리
- 불타는 마른 땅 - 조안나 피멘타 외 1명
- 휴먼 플라워스 오브 플래쉬 - 헬레나 위트만
- 무첸바허 - 루스 베커만
- 퀸즈 오브 더 킹 다이내스티 - 애쉴리 맥켄지
- Remote - Mika Rottenberg 외 1명
- 리와인드 & 플레이 - 알랭 고미
- 슬러터하우스 오브 모더니티 - 헤인즈 에미그홀즈
- 보라색 집에 관한 이야기 - 압바스 파델
- 쓰리 타이디 타이거스 타이드 어 타이 타이터 - 구스타보 비나그레
- 불안정한 사물들 2 - 다니엘 아이젠버그
- 와서 직접 봐봐 - 호나스 트루에바

### 커런트 단편
- 플로라 - 니콜라스 페레다
- 언더그라운드 리버스 - 시몬 벨레즈
- 워치 더 파이어 오어 번 인사이드 잇 - 캐롤린 포기 외 1명
- 아리바다 - 나탈리아 에스코바르
- 쿼리스 - 엘리 가
- 45th 페러렐 - 로렌스 아부 함단
- 타이거 스트라이크 레드 - 소피아 알 마리아
- 핑거피킹 - 리카르도 지아코니
- 글래스 라이프 - 사라 크위너
- 에프1팅 룩스 디프런트 2 미 나우 - 폭스 맥시
- 이프 레볼루션 이즈 어 시크니스 - 다이앤 세버린 응우옌
- 엑시비션 - 마리 헬레나 클라크
- 리멤브런스: 어 포트레이트 스터디 - 에드워드 오웬스
- 피크 헤븐 러브 포에버 - 조던 스트래퍼
- NE 코리도 - 조슈아 젠 솔론즈
- 퀄리티스 오브 라이프: 리빙 인 더 래디언트 콜드 - 조슈아 제임스 리차드
- 어댑테이션 - 조쉬 클라인
- 어반 솔루션즈 - 아르네 헥터 외 3명
- 라이프 온 더 캡스 - 메리엠 베나니
- 비거 온 디 인사이드 - 안젤로 매드슨 미나스
- 더 스카이즈 인 데어 - 쉐일라 윌슨 외 1명
- 레저 초이스 - 코트니 스티븐스
- 다이애나, 다이애나 - 킴 살락
- 잇 스멜즈 라이크 스프링타임 - 맥키 멜리슨
- 인투 더 바이올렛 벨리 - 투이-한 응우옌-치
- 더 디멘즈 오브 오디너리 데보션 - 에바 지올로
- 레나테 - 우테 오랜드
- 룽타 - 알렉산드라 쿠에스타
- 더 뉴이스트 올즈 - 파블로 마솔로
- 데블스피크 - 사이먼 류
- 시간을 거슬러 - 벤 러셀
- 인 더 비기닝, 우먼 워즈 더 썬 - 실비아 쉬델바우어
- 왓 룰스 더 인비저블 - 티파니 시아
- 별을 심는 자들 - 로이스 파티노
- 세임 올드 - 로이드 리 최
- 트러스트 엑서사이지즈 - 사라 프리들랜드
- 29 아워 롱 벌스데이 - 마크 젠킨
- 매직 링 - 알렉스 애쉬
- 리틀 제리 - 샬롯 에콜리
- 애즈 타임 패시즈 - 자밀 맥기니스